# Gazda Árpád
Gazda Árpád (Kovászna, 1966. január 28.) romániai magyar újságíró, Gazda József és Olosz Ella fia.

## Életpályája
Mint temesvári egyetemista, 1986-tól a Tőkés László környezetében volt egészen az 1989. decemberi 17-i letartóztatásáig. Négy napot töltött fogságban, amikor a felkelő tömegek nyomására kiengedték a letartóztatottakat.  Gazda Árpád 1991-ben fizikus diplomát szerzett Temesváron, majd újságírás szakot végzett az ELTE-n. 1990-től 1995-ig a Romániai Magyar Szó című napilap, közben a Szabad Európa Rádió (1991–1993), 1995-től pedig az Erdélyi Napló munkatársa (1997-ben főszerkesztője) volt. 1999-től a Krónika vezető szerkesztője, majd 2011 és 2022 között a Magyar Távirati Iroda kolozsvári tudósítója.

## Könyve
- Mikor kicsi voltam, magyar voltam (riportok), Kriterion Könyvkiadó, Kolozsvár, 2002.

## Díjai
- Az Ifjúmunkás rövidpróza-pályázata, 1989, dicséret
- A Kelet–Nyugat rövidpróza-pályázata, 1990, a Jelenlét különdíja
- A Forradalom Emléke Egyesület díszoklevele, 1995
- MÚRE-riportdíj, 1997
- A MÚRE Szilágyi Aladár-díja, 2022

Szerepel a National Forum Foundation és a Freedom House által összeállított romániai újságírók toplistáján, 1999.